# Emil Hoffmann
Emil Hoffmann (ur. 3 lipca 1912, zm. 23 stycznia 1947 w Hameln) – zbrodniarz nazistowski, członek załogi niemieckiego nazistowskiego obozu koncentracyjnego Neuengamme, SS-Rottenführer.
W okresie II wojny światowej pełnił służbę w obozie Neuengamme. Sprawował między innymi funkcję zastępcy komendanta podobozu Husum-Schwesing. W dniach 1 lipca – 13 lipca 1946 został osądzony przez brytyjski Trybunał Wojskowy w Hamburgu i skazany na karę śmierci. Wyrok wykonano w więzieniu Hameln przez powieszenie 23 stycznia 1947.